# Nationale Sluitingsprijs 2009
Il Nationale Sluitingsprijs 2009, settantaseiesima edizione della corsa, valevole come prova del circuito UCI Europe Tour 2009 categoria 1.1, si svolse il 13 ottobre 2009 per un percorso di 177,2 km. Fu vinto dal francese Denis Flahaut, che giunse al traguardo in 3h37'46".
Furono 130 i ciclisti che portarono a termine il percorso tagliando il traguardo di Kapellen.

## Ordine d'arrivo (Top 10)
| Pos. | Corridore           | Squadra         | Tempo    |
| ---- | ------------------- | --------------- | -------- |
| 1    | Denis Flahaut       | Landbouwkrediet | 3h37'46" |
| 2    | Stefan van Dijk     | Verandas Wil.   | s.t.     |
| 3    | James Vanlandschoot | Verandas Wil.   | s.t.     |
| 4    | Danilo Napolitano   | Katusha         | s.t.     |
| 5    | Sjef De Wilde       | Palmans Cras    | s.t.     |
| 6    | Frederique Robert   | QuickStep       | s.t.     |
| 7    | Joeri Calleeuw      | Jong Vlaan.     | s.t.     |
| 8    | Thomas Ongena       | Profel Cont.    | s.t.     |
| 9    | Sven Vandousselaere | Jong Vlaan.     | s.t.     |
| 10   | Dieter Cappelle     | Palmans Cras    | s.t.     |